# 반달뼈

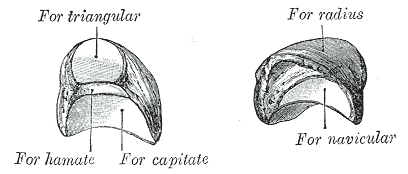

반달뼈(Lunate bone) 또는 월상골은 손목뼈 근위열(proximal row of carpal bones) 중 하나이다. 반달뼈는 손배뼈(scaphoid)와 세모뼈(triquetrum) 사이에 위치한다.